# Chandannagar
Pronunciação
Chandannagar, anteriormente conhecida por Chandernagore ou Chandernagar (em francês:  Chandernagor), (em bengali:  চন্দননগর Chôndonnôgor) é uma pequena cidade da Índia, parte da antiga Índia Francesa, localizada 30 km a norte de Kolkata, no estado de Bengala Ocidental, Índia.